# Europawahl in Luxemburg 2014
- LSAP: 1
- Gréng: 1
- DP: 1
- CSV: 3

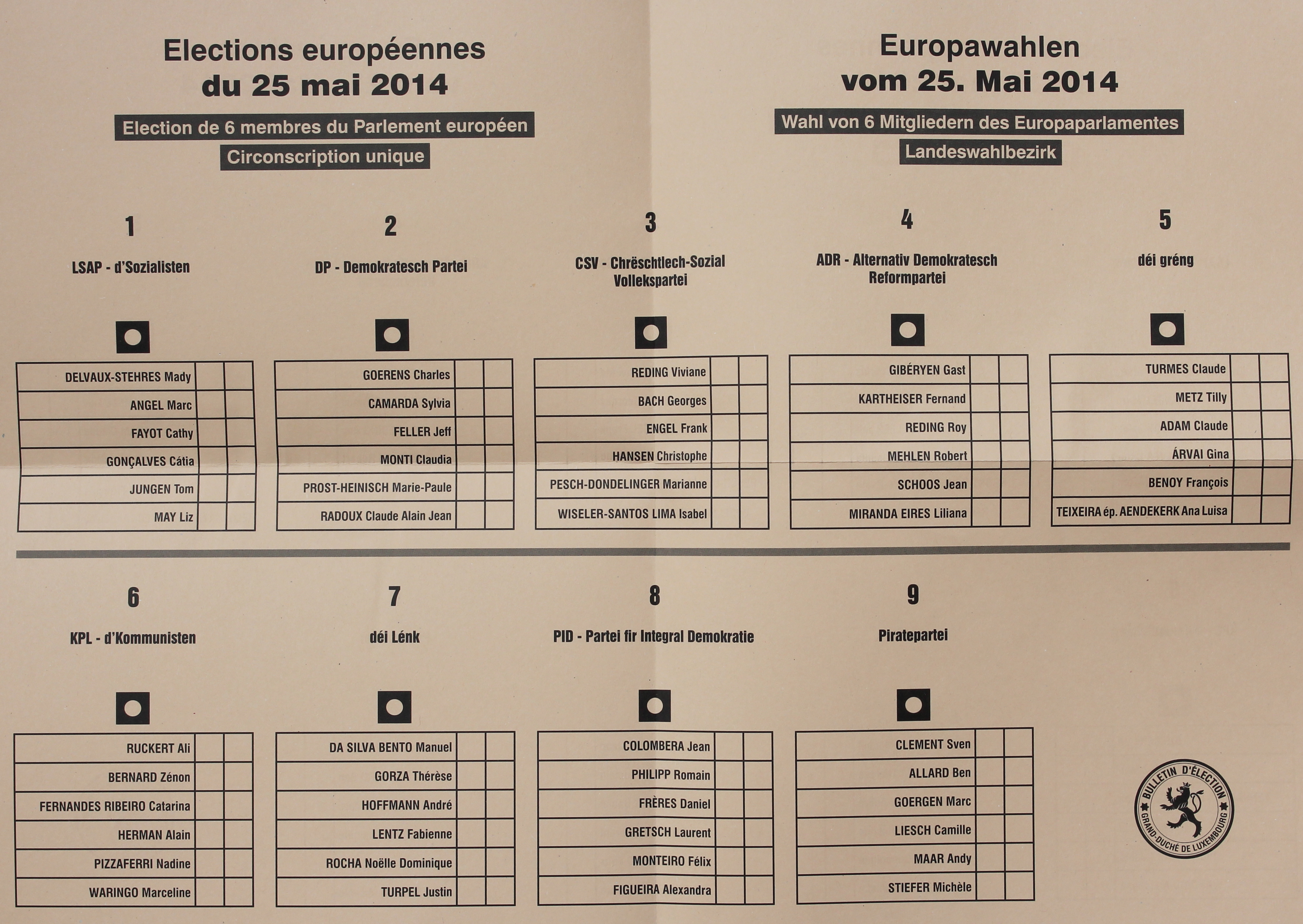
Stimmzettel mit den Kandidaten

Die Europawahl in Luxemburg 2014 fand am 25. Mai 2014 im Rahmen der EU-weiten Europawahl 2014 statt. Nachdem die Wahl zur Chambre des Députés nach dem Rücktritt des Regierungschefs Jean-Claude Juncker auf den 20. Oktober 2013 vorgezogen wurde, fand die Europawahl in Luxemburg erstmals nicht gleichzeitig mit der Kammerwahl statt. In Luxemburg wurden sechs der 751 Mandate des Europaparlaments vergeben.

## Wahlrecht
Die Wahl erfolgte nach dem Verhältniswahlrecht, wobei die Sitze nach dem D’Hondt-Verfahren vergeben werden. Das ganze Land ist ein einheitlicher Wahlkreis. Die Wähler können sechs Stimmen vergeben, die sie entweder an eine Liste vergeben oder auf einzelne Kandidaten verteilen können, die auch auf verschiedenen Listen stehen dürfen. Dabei können pro Kandidat auch zwei Stimmen vergeben werden.
Es besteht Wahlpflicht für alle Luxemburger zwischen 18 und 75 Jahren. EU-Bürger, die mindestens seit zwei Jahren in Luxemburg wohnen und ins Wählerverzeichnis eingetragen sind, dürfen ebenfalls in Luxemburg wählen.

## Wahlwerbende Parteien
Neun Parteien traten zur Wahl an. Die Reihenfolge der Listen wurde ausgelost.
| #                                             | Partei | Partei                                             | Europa- partei | Scheidendes Parlament | Scheidendes Parlament |
| #                                             | Partei | Partei                                             | Europa- partei | Mandate               | EP-Fraktion           |
| --------------------------------------------- | ------ | -------------------------------------------------- | -------------- | --------------------- | --------------------- |
| 1                                             |        | Lëtzebuerger Sozialistesch Aarbechterpartei (LSAP) | SPE            | 1                     | S&D                   |
| 2                                             |        | Demokratesch Partei (DP)                           | ALDE           | 1                     | ALDE                  |
| 3                                             |        | Chrëschtlech-Sozial Vollekspartei (CSV)            | EVP            | 3                     | EVP                   |
| 4                                             |        | Alternativ Demokratesch Reformpartei (ADR)         | EKR            | –                     | –                     |
| 5                                             |        | Déi Gréng                                          | EGP            | 1                     | Grüne/EFA             |
| 6                                             |        | Kommunistesch Partei Lëtzebuerg (KPL)              | –              | –                     | –                     |
| 7                                             |        | Déi Lénk                                           | EL             | –                     | –                     |
| 8                                             |        | Partei fir Integral Demokratie (PID)               | –              | –                     | –                     |
| 9                                             |        | Piratepartei Lëtzebuerg (PPLU)                     | PIRATES        | –                     | –                     |
|                                               |        |                                                    |                |                       |                       |
| Quelle: Scheidendes Parlament (2014), Mandate |        |                                                    |                |                       |                       |

## Ergebnis
Die Wahlbeteiligung betrug 85,5 %.
Die CSV gewann deutlich und ist mit Abstand stärkste Kraft in Luxemburg. Die Regierungsparteien DP, LSAP und déi Gréng verloren dagegen beträchtlich. Déi Gréng sind hinter der CSV erstmals zweitstärkste Kraft. Die LSAP erzielte mit 11,7 % ein historisch niedriges Ergebnis. ADR und déi Lénk konnten zulegen. Die KPL verlor leicht. Die Piratenpartei und PiD kandidierten zum ersten Mal für die Europawahlen. An der Sitzverteilung ändert sich gegenüber der Europawahl 2009 nichts.
| Listen                | Listen                                             | Stimmen   | %    | +/-  | Mandate | +/- |
| --------------------- | -------------------------------------------------- | --------- | ---- | ---- | ------- | --- |
|                       | Chrëschtlech-Sozial Vollekspartei (CSV)            | 441.578   | 37,7 | +6,3 | 3       | ±0  |
|                       | Déi Gréng                                          | 176.073   | 15,0 | -1,8 | 1       | ±0  |
|                       | Demokratesch Partei (DP)                           | 173.255   | 14,8 | -3,9 | 1       | ±0  |
|                       | Lëtzebuerger Sozialistesch Aarbechterpartei (LSAP) | 137.504   | 11,7 | -7,7 | 1       | ±0  |
|                       | Alternativ Demokratesch Reformpartei (ADR)         | 88.298    | 7,5  | +0,1 | –       | ±0  |
|                       | Déi Lénk                                           | 67.544    | 5,8  | +2,4 | –       | ±0  |
|                       | Piratepartei Lëtzebuerg                            | 49.553    | 4,2  | Neu  | –       | Neu |
|                       | Partei fir integral Demokratie (PiD)               | 21.303    | 1,8  | Neu  | –       | Neu |
|                       | Kommunistesch Partei Lëtzebuerg (KPL)              | 17.506    | 1,5  | ±0,0 | –       | ±0  |
| Gesamt                | Gesamt                                             | 1.172.614 | 100  |      | 6       | –   |
|                       |                                                    |           |      |      |         |     |
| Gültige Stimmzettel   | Gültige Stimmzettel                                | 203.772   | –    | –    |         |     |
| Ungültige Stimmzettel | Ungültige Stimmzettel                              | 22.446    | 9,9  |      |         |     |
| Wähler                | Wähler                                             | 226.218   | 85,5 |      |         |     |
| Wahlberechtigte       | Wahlberechtigte                                    | 264.433   |      |      |         |     |
|                       |                                                    |           |      |      |         |     |
| Quelle: Procès-verbal |                                                    |           |      |      |         |     |

## Fraktionen im Europäischen Parlament
| Partei                         | Partei                                      | Mandate | Fraktion |
| ------------------------------ | ------------------------------------------- | ------- | -------- |
|                                | Chrëschtlech-Sozial Vollekspartei           | 3 / 6   | EVP      |
|                                | Déi Gréng                                   | 1 / 6   | G/EFA    |
|                                | Demokratesch Partei                         | 1 / 6   | ALDE     |
|                                | Lëtzebuerger Sozialistesch Aarbechterpartei | 1 / 6   | S&D      |
|                                |                                             |         |          |
| Quelle: Europäisches Parlament |                                             |         |          |